# Lukáš Neumann
Lukáš Neumann (* 17. května 1986) je český technik (softwarový inženýr) a výzkumník působící na Oxfordské univerzitě v oblasti umělé inteligence. Roku 2018 se stal laureátem ceny Česká hlava.